# Lennart Lundquist
Ej att förväxla med Lennart J. Lundqvist (född 1939), också han statsvetare och professor.
Lennart Harald Sture Lundquist, folkbokförd Lundqvist, född 13 februari 1938 i Karlskrona amiralitetsförsamling, död 11 juli 2014 i Lunds domkyrkoförsamling, var en svensk statsvetare. Han blev professor vid Aalborg Universitetscenter 1975 och samma år vid Köpenhamns universitet, där han stannade till 1986. Från 1986 till 2005 var Lennart Lundquist professor i statsvetenskap vid Lunds universitet. Han var inriktad på studera offentlig förvaltning och har bland annat skrivit Demokratins väktare (1998).
Lennart Lundquist gifte sig 1966 med Marie-Louise Enckell. Tillsammans fick de två barn: Sophia  (född 1966) och musikern Christoffer (född 1970).